# 鯉魚門駅
鯉魚門駅（りぎょもん-えき）は深圳市南山区に位置する深圳地下鉄1号線の駅。

## 駅構造

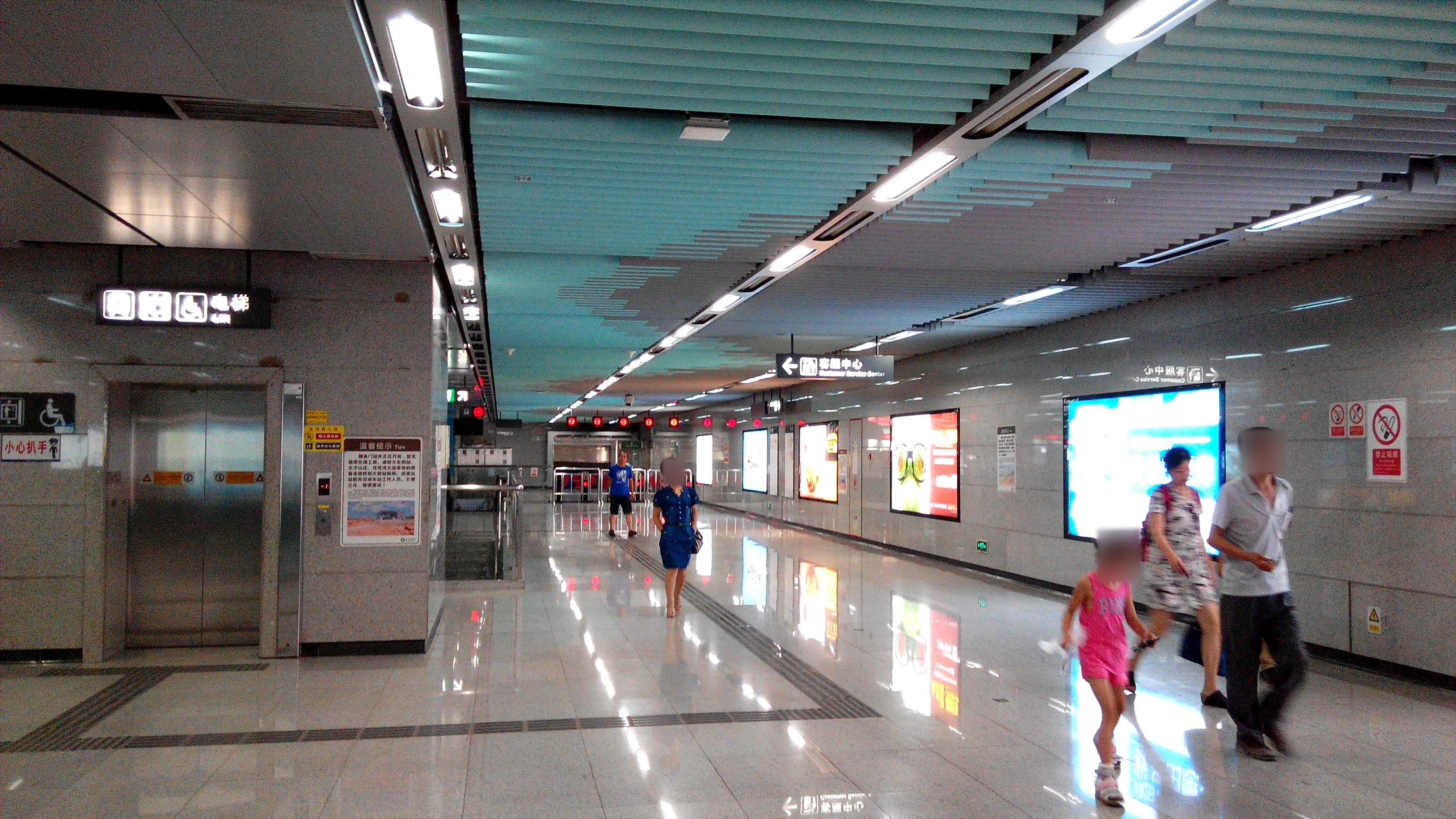
コンコース

- 島式ホーム1面2線を有する地下駅。ホームドアを設置。

| 羅宝線ホーム (B2F) | ←■1号線 機場東方面 |
| 羅宝線ホーム (B2F) | 島式ホーム         |
| 羅宝線ホーム (B2F) | ■1号線 羅湖方面→   |

## 歴史
- 2011年6月15日 - 開業。

## 隣の駅
深圳地下鉄
■1号線
前海湾駅 - 鯉魚門駅 - 大新駅